# Geschichte der Juden in Südafrika

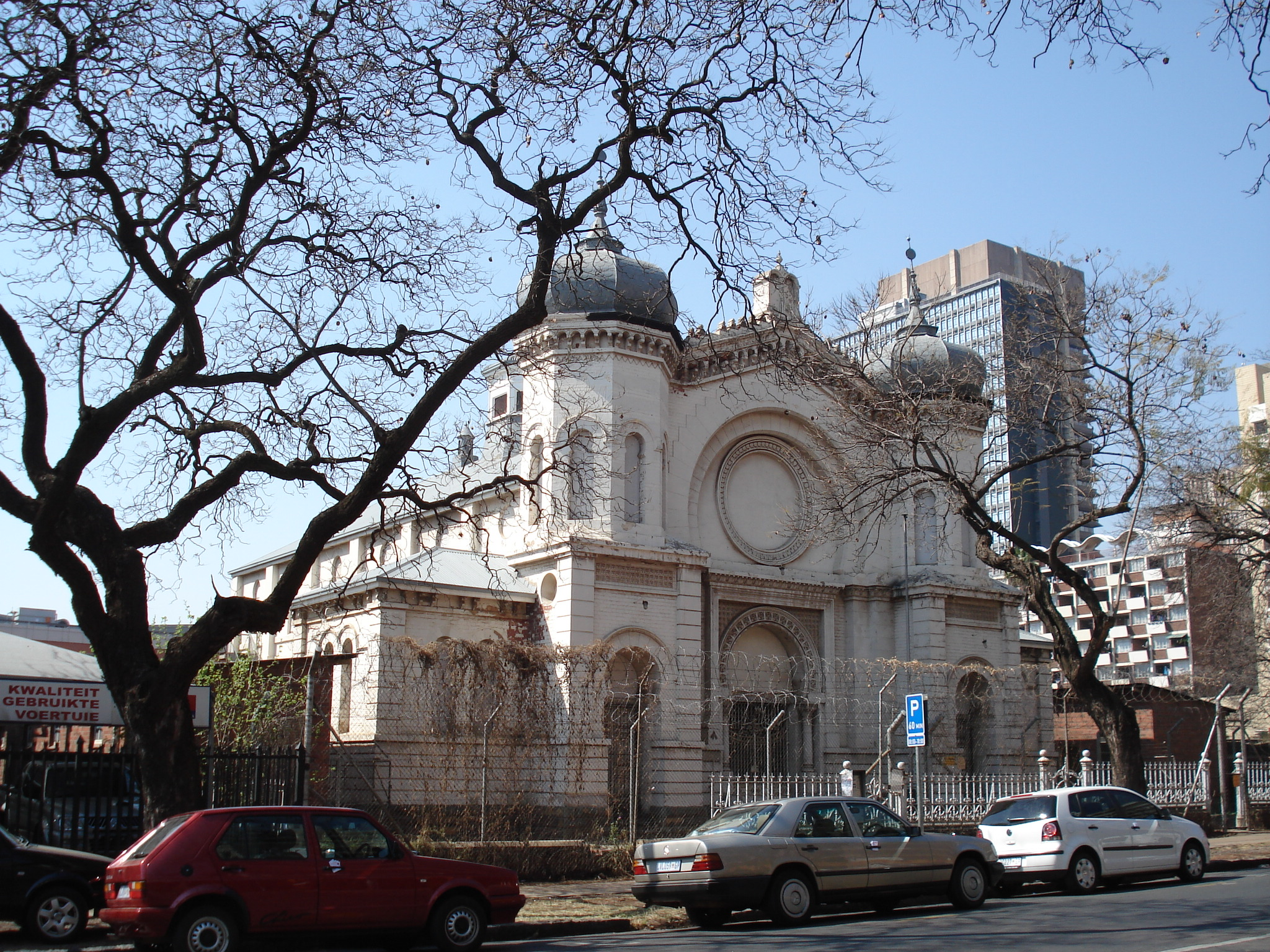
Die „Alte“ oder „Paul Kruger Street Synagogue“, Pretoria

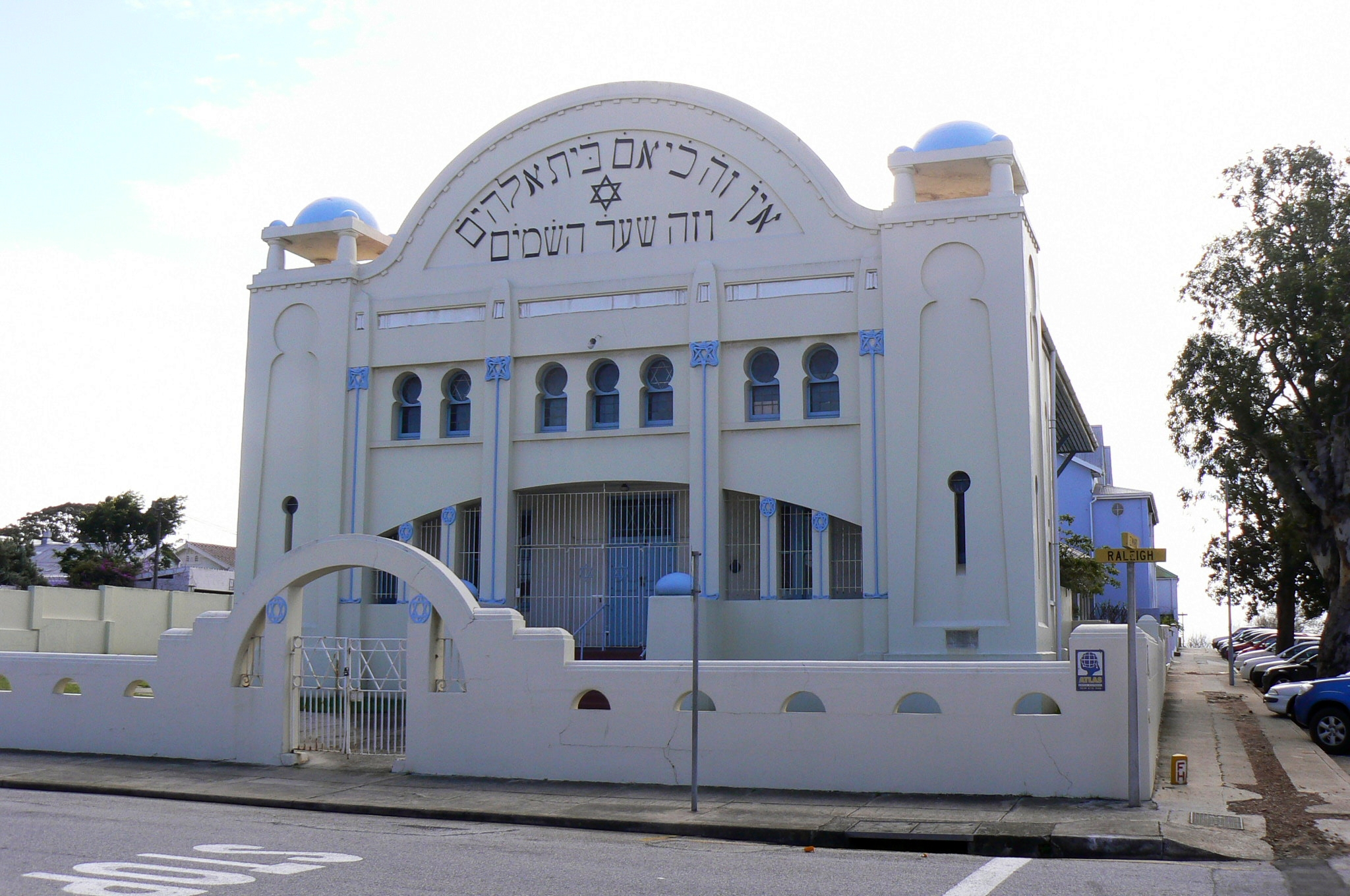
Raleigh Street Synagogue in Port Elizabeth

Die Geschichte der Juden in Südafrika beginnt mit der Ankunft der ersten Europäer an der Küste des späteren Südafrika.
 Eine bisher nicht anerkannte Gruppe sind die Lemba, die im Norden Südafrikas, in Simbabwe und Malawi leben.

## Geschichte

### Portugiesische Erkundungen (ab 1497)
Bereits auf dem ersten portugiesischen Schiff, das 1497 unter dem Kommando Vasco da Gamas das Kap der Guten Hoffnung erreichte, arbeiteten Juden als Kartographen und andere Fachleute.

### Niederländische Kolonialzeit (1652–1805)
Auch unter den niederländischen Siedlern, die 1652 um den jungen niederländischen Kaufmann Jan van Riebeeck Kapstadt gründeten, befanden sich einige Juden, die ihre Religion jedoch nicht praktizierten. Das Praktizieren der Jüdischen Religion – und auch der offizielle Aufenthalt in der niederländischen Kolonie Südafrika – wurde den Juden erst am 25. Juli 1804 durch den niederländischen General-Kommissar Jacob Abraham de Mist per Proklamation gestattet.

### Britische Kolonialzeit (1806–1910)
Nach der Besetzung der Kapprovinz durch die Briten 1806 kamen kleinere jüdische Einwandergruppen und 1841 entstand in Kapstadt die erste jüdische Gemeinde im südlichen Afrika, die Tikvath-Israel Gemeinde. Es folgte 1857 eine Gemeinde in Port Elizabeth, 1875 in Kimberley und 1901 in East London.
In Folge der Goldfunde in Transvaal wanderten in den 1860er und 1880er Jahren weitere Juden vor allem aus England und Deutschland ins Land ein, die bald eine Schlüsselrolle bei der Entwicklung der Minenindustrie und des Handels spielen sollten. Ab 1886 gründeten sich jüdische Gemeinden in und um Johannesburg.
Im Jahr 1880 lebten etwa 4000 Juden in Südafrika.
Zwischen 1880 und 1910 gelangten in mehreren Wellen etwa 40.000 jüdische Einwanderer aus Osteuropa, zumeist aus Litauen, hierher. Überwiegend kamen sie auf der Flucht vor den Pogromen in Russland. Aufgrund der Freiheit und der wirtschaftlichen Aufstiegsmöglichkeiten assimilierten sich die Eingewanderten sehr rasch.

### Südafrikanische Union (1910–1947)
Im Jahr 1912 wurde der «South African Jewish Board of Deputies», der Dachverband der südafrikanischen jüdischen Gemeinden, gegründet.
In den 1930er Jahren war in Südafrika ein zunehmender Antisemitismus feststellbar, als sich der afrikaanische Nationalismus ideologisch immer deutlicher an Nazideutschland anlehnte und sich jüdische Einwanderer zunehmend in der Communist Party of South Africa engagierten. Allerdings kam es nicht zu einer offen antisemitischen Politik oder gar antisemitischen Gesetzen. 1930 wurde während der Amtszeit des Justizministers Oswald Pirow die Einwanderung mit dem Immigration Quota Act (Act No. 8 / 1930) restriktiv reguliert und 1937 durch den Aliens Act (Act No. 1 / 1937) (deutsch: Fremden-Gesetz) wegen der zu prüfenden „Assimilierbarkeit“ die Einwanderung von Personen aus bestimmten Ländern, darunter Juden, stark eingeschränkt. Auf der Basis des Alien Act prüfte eine Einwanderungsbehörde (Immigrants Selection Board) die Anträge von Ausländern auf Erlaubnis für einen dauerhaften Aufenthalt und entschied positiv, wenn eine „schnelle Assimilation mit den europäischen Einwohnern zu erwarten war“.
Dennoch gelang in den Jahren 1933 bis 1936 noch etwa 3600 deutschen Juden die Flucht nach Südafrika. 1936 wurden mehr als 500 jüdische Flüchtlinge an Bord des Überseedampfers «Stuttgart» beim Einlaufen in den Hafen von Kapstadt mit einer lautstarken antisemitischen «Protestdemonstration» empfangen.
Während des Zweiten Weltkrieges war die Gesamtzahl der Juden in Südafrika auf knapp 120.000 angewachsen, eine zahlenmäßige Stärke, die später nicht mehr erreicht wurde.

### In der Apartheid (1948–1994)
In der Zeit der Apartheid in Südafrika wurden die jüdische Bevölkerung als „Weiße“ eingestuft und damit der privilegierten „Rasse“ zugeordnet. Dennoch entfaltete sich in der National Party, der Partei der Apartheid, auch ein deutlicher Antisemitismus. In der Mehrheit traten die südafrikanischen Juden für eine friedliche Abschaffung des Systems der Rassendiskriminierung ein. Etliche engagierten sich aktiv im Kampf gegen die Apartheid, darunter Nadine Gordimer, Albie Sachs, Harry Schwarz, Helen Suzman und Joe Slovo. Im Rivonia-Prozess gegen die damalige Führung der Widerstandsbewegung waren vier der Angeklagten Juden, während der Staatsanwalt, Percy Yutar, ebenfalls Jude war. 
Wegen des Apartheidsystems und der wachsenden wirtschaftlichen Schwierigkeiten verließen zwischen 1970 und 1992 etwa 39.000 Juden das Land, während etwa 10.000 Israelis in dieser Zeit nach Südafrika einwanderten.

### Nach der Apartheid (seit 1995)
Insbesondere aus ökonomischen Gründen und der hohen Kriminalitätsrate verließen in den 1990er Jahren und bis 2003 jährlich etwa 1800 Juden das Land. Seither hat sich ihre Zahl bei etwa 75.000 bis 80.000 stabilisiert. Andere Quellen geben deutlich mehr an, so nennt etwa das Neue Lexikon des Judentums für 1986 mehr als 150.000 – überwiegend aschkenasische – Juden in Südafrika.

## Demografie
| Jahr              | 1880  | 1911   | 1936   | 1965       | 1980       | 2001       | 2024   |
| Anzahl            | 4.000 | 47.000 | 90.000 | 116.000    | 108.000    | 72.500     | 50'000 |
| Gesamtbevölkerung |       |        |        | 17.057.000 | 29.285.000 | 46.900.000 |        |
| Anteil            |       |        |        | 0,680 %    | 0,369 %    | 0,155 %    |        |

 Quellen: 1880 und 1911: 
1965: 
1980: 
2001:  2024: 

## Großrabbiner
Eine Liste der Großrabbiner von Südafrika enthält die Aufstellung: → Staaten in Afrika unter Südafrika.

## Personen
Personen südafrikanisch-jüdischer Abstammung oder jüdische Personen mit Bezug zu Südafrika sind:

### Kunst

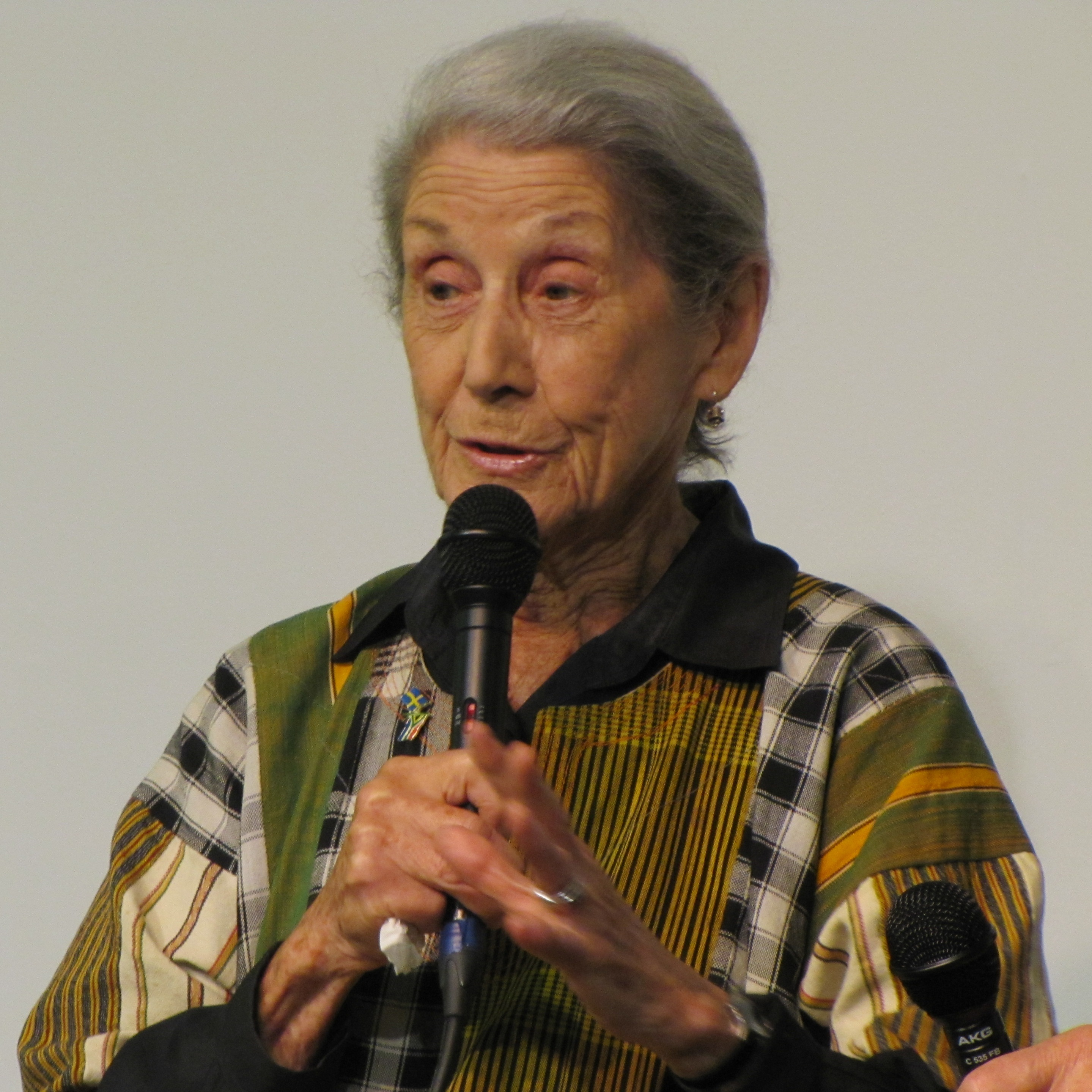
Nadine Gordimer, 2010

| Name               | Geburt | Land                    | Tod  | Land                    |                   |
| ------------------ | ------ | ----------------------- | ---- | ----------------------- | ----------------- |
| Johnny Clegg       | 1953   | Vereinigtes Königreich  | 2019 | Südafrika, Johannesburg | Musiker           |
| John Cranko        | 1927   | Südafrika, Rustenburg   | 1973 | Deutschland             | Tanzregisseur     |
| David Goldblatt    | 1930   | Südafrika, Randfontein  | 2018 |                         | Fotograf          |
| Arthur Goldreich   | 1929   | Südafrika, Johannesburg | 2011 | Israel                  | Maler             |
| Nadine Gordimer    | 1923   | Südafrika, Springs      | 2014 | Südafrika, Johannesburg | Schriftstellerin  |
| Laurence Harvey    | 1928   | Litauen                 | 1973 | Vereinigtes Königreich  | Schauspieler      |
| Ronald Harwood     | 1934   | Südafrika, Kapstadt     |      |                         | Drehbuchautor     |
| Sidney James       | 1913   | Südafrika, Johannesburg | 1976 | Vereinigtes Königreich  | Schauspieler      |
| Hermann Kallenbach | 1871   | Russisches Kaiserreich  | 1945 | Südafrika               | Architekt         |
| William Kentridge  | 1955   | Südafrika, Johannesburg |      |                         | Filmproduzent     |
| Manfred Mann       | 1940   | Südafrika, Johannesburg |      |                         | Musiker           |
| Trevor Rabin       | 1954   | Südafrika, Johannesburg |      |                         | Musiker           |
| Antony Sher        | 1949   | Südafrika, Kapstadt     |      |                         | Schauspieler      |
| Janet Suzman       | 1939   | Südafrika, Johannesburg |      |                         | Schauspielerin    |
| Pieter-Dirk Uys    | 1945   | Südafrika, Kapstadt     |      |                         | Travestiekünstler |
| Rose Zwi           | 1928   | Mexiko                  | 2018 |                         | Schriftstellerin  |

### Politik

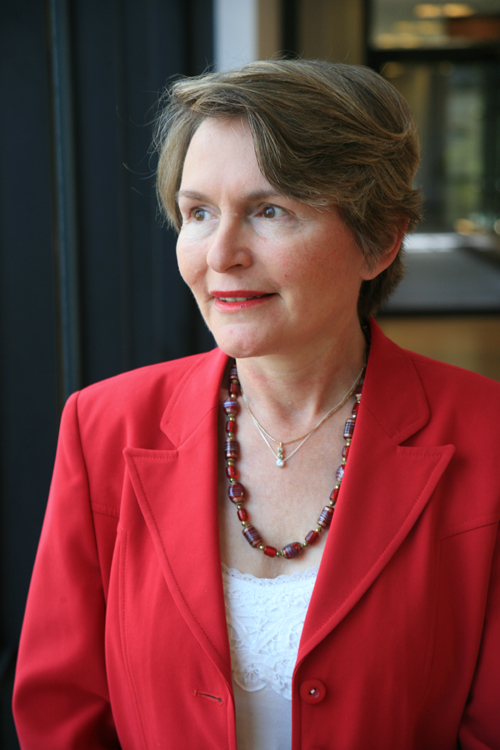
Helen Zille, 2010

| Name             | Geburt | Land                    | Tod  | Land                    |                         |
| ---------------- | ------ | ----------------------- | ---- | ----------------------- | ----------------------- |
| Lionel Bernstein | 1920   | Südafrika, Durban       | 2002 | Vereinigtes Königreich  | Politiker               |
| Brian Bunting    | 1920   | Südafrika, Johannesburg | 2008 | Südafrika, Kapstadt     | Politiker               |
| Sidney Bunting   | 1873   | Vereinigtes Königreich  | 1936 | Südafrika, Kapstadt     | Politiker               |
| Sonia Bunting    | 1922   | Südafrika, Johannesburg | 2001 | Südafrika, Kapstadt     | Politikerin             |
| Abba Eban        | 1915   | Südafrika, Kapstadt     | 2002 | Israel                  | israelischer Politiker  |
| Ruth First       | 1925   | Südafrika, Johannesburg | 1982 | Mosambik                | Sozialwissenschaftlerin |
| Denis Goldberg   | 1933   | Südafrika, Kapstadt     | 2020 | Südafrika, Kapstadt     | Bürgerrechtler          |
| Joel Joffe       | 1932   | Südafrika, Johannesburg | 2017 | Vereinigtes Königreich  | Politiker               |
| Ronnie Kasrils   | 1938   | Südafrika, Johannesburg |      |                         | Politiker               |
| Tony Leon        | 1956   | Südafrika, Durban       |      |                         | Politiker               |
| Solly Sachs      | 1900   | Litauen                 | 1976 | Vereinigtes Königreich  | Gewerkschafter          |
| Harry Schwarz    | 1924   | Deutschland             | 2010 | Südafrika, Johannesburg | Politiker               |
| Joe Slovo        | 1926   | Litauen                 | 1995 | Südafrika, Johannesburg | Politiker               |
| Helen Suzman     | 1917   | Südafrika, Germiston    | 2009 | Südafrika, Johannesburg | Politikerin             |
| Helen Zille      | 1951   | Südafrika, Johannesburg |      |                         | Politikerin             |

### Rechtswesen
| Name              | Geburt | Land                    | Tod  | Land                    |        |
| ----------------- | ------ | ----------------------- | ---- | ----------------------- | ------ |
| Arthur Chaskalson | 1931   | Südafrika, Johannesburg | 2012 | Südafrika, Johannesburg | Jurist |
| Richard Goldstone | 1938   | Südafrika, Boksburg     |      |                         | Jurist |
| Albie Sachs       | 1935   | Südafrika, Johannesburg |      |                         | Jurist |
| Harold Wolpe      | 1926   | Südafrika, Johannesburg | 1996 | Kapstadt                | Jurist |
| Percy Yutar       | 1911   | Südafrika, Kapstadt     | 2002 | Südafrika, Johannesburg | Jurist |

### Religion
| Name         | Geburt | Land   | Tod  | Land                   |              |
| ------------ | ------ | ------ | ---- | ---------------------- | ------------ |
| Joseph Hertz | 1872   | Ungarn | 1946 | Vereinigtes Königreich | Großrabbiner |

### Sport

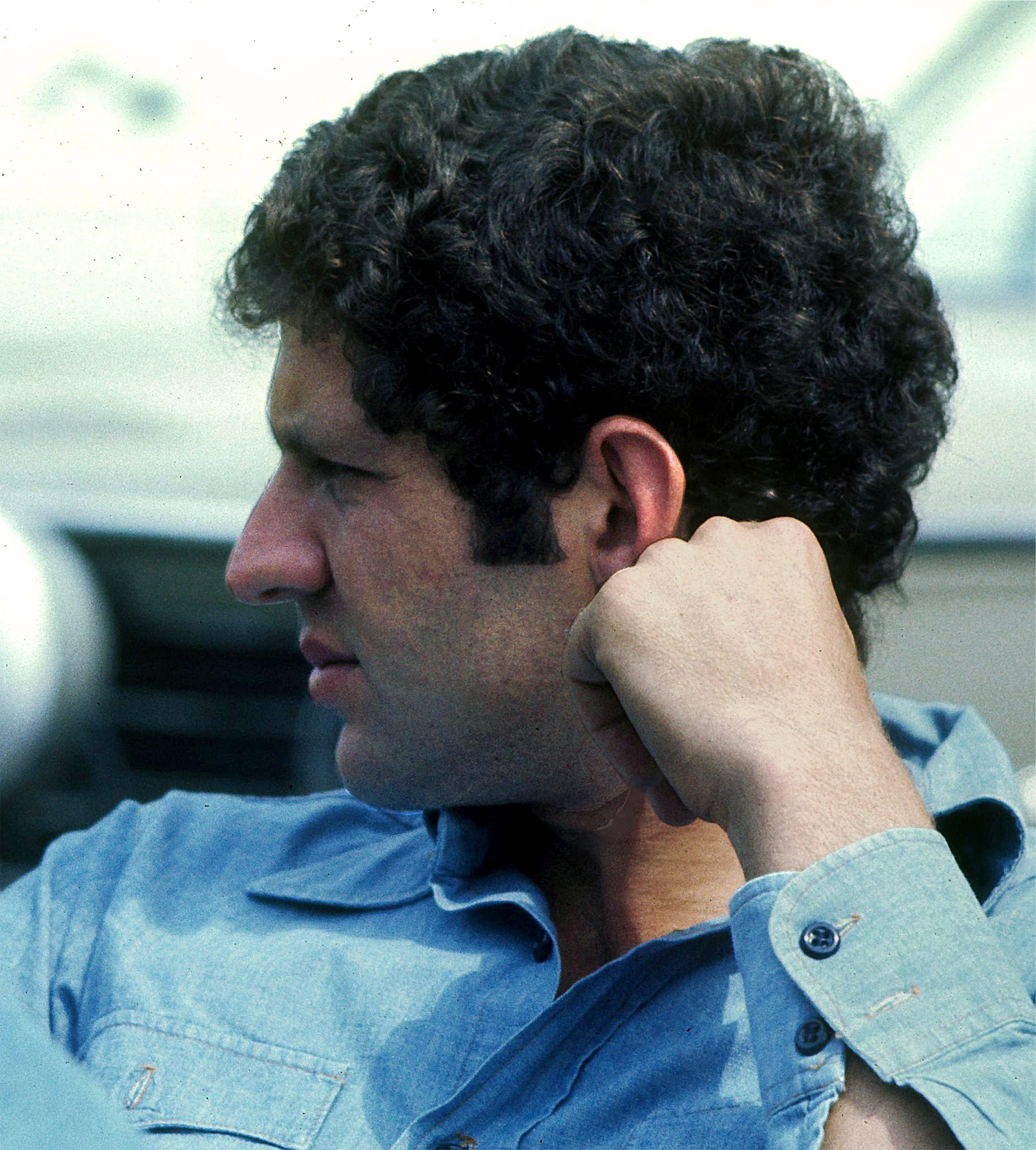
Jody Scheckter, 1976

| Name              | Geburt | Land                    | Tod  | Land                |                 |
| ----------------- | ------ | ----------------------- | ---- | ------------------- | --------------- |
| Ilana Kloss       | 1956   | Südafrika, Johannesburg |      |                     | Tennisspielerin |
| Sarah Poewe       | 1983   | Südafrika, Kapstadt     |      |                     | Schwimmerin     |
| Philip Rabinowitz | 1904   | Litauen                 | 2008 | Südafrika, Kapstadt | Leichtathlet    |
| Jody Scheckter    | 1950   | Südafrika, East London  |      |                     | Rennfahrer      |
| Shaun Tomson      | 1955   | Südafrika, Durban       |      |                     | Surfer          |

### Wirtschaft
| Name                        | Geburt | Land                    | Tod  | Land                    |                 |
| --------------------------- | ------ | ----------------------- | ---- | ----------------------- | --------------- |
| Barney Barnato              | 1852   | Vereinigtes Königreich  | 1897 | Portugal, Madeira       | Diamantenmagnat |
| Alfred Beit                 | 1853   | Deutschland             | 1906 | Vereinigtes Königreich  | Diamantenmagnat |
| Sol Kerzner                 | 1935   | Südafrika, Johannesburg | 2020 | Südafrika, Kapstadt     | Hotelinhaber    |
| Ernest Oppenheimer          | 1880   | Deutschland             | 1957 | Südafrika, Johannesburg | Diamantenmagnat |
| Harry Frederick Oppenheimer | 1908   | Südafrika, Kimberley    | 2000 | Südafrika, Johannesburg | Diamantenmagnat |

### Wissenschaft

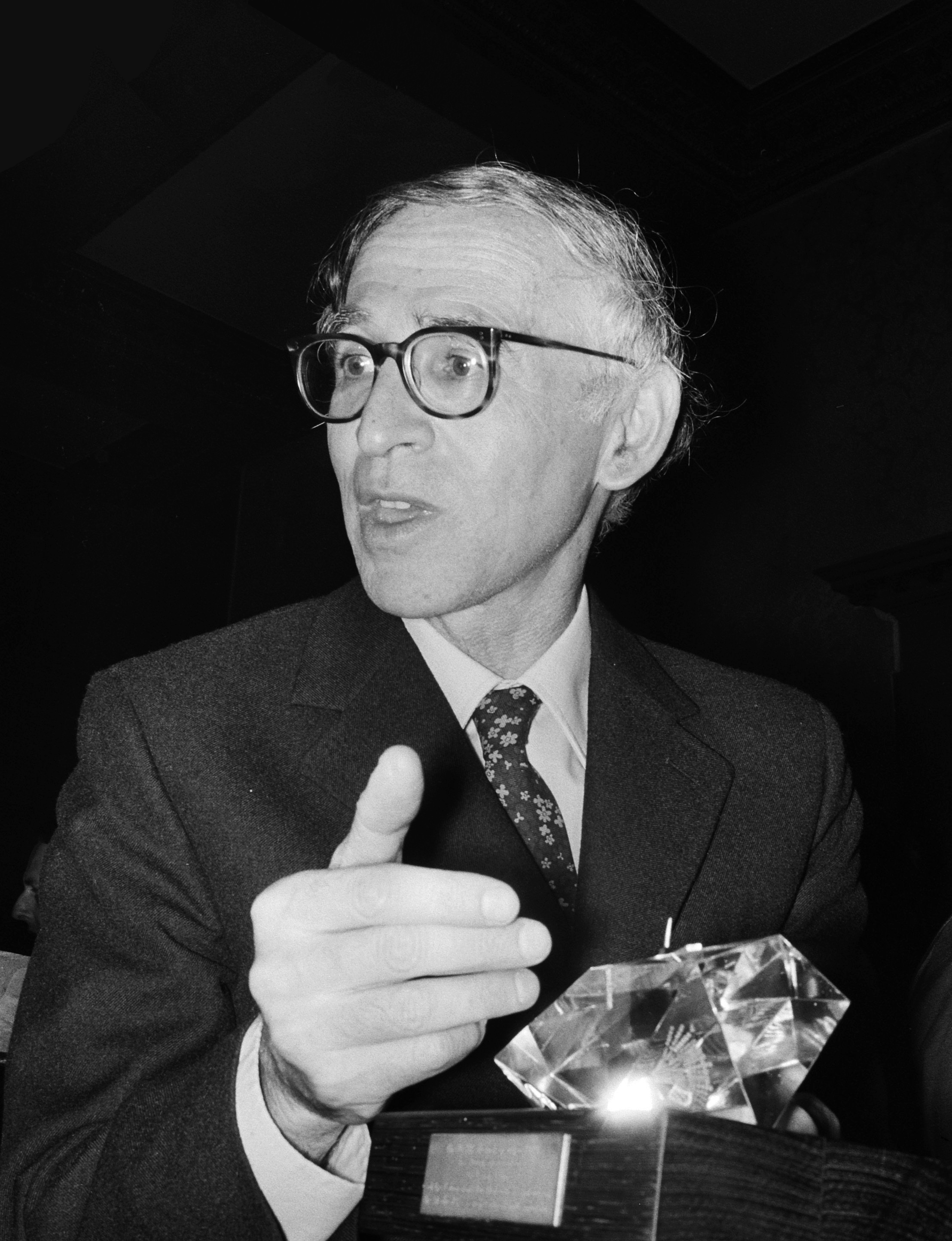
Aaron Klug, 1979

| Name               | Geburt | Land                    | Tod  | Land                              |                         |
| ------------------ | ------ | ----------------------- | ---- | --------------------------------- | ----------------------- |
| Sydney Brenner     | 1927   | Südafrika, Germiston    | 2019 | Singapur                          | Biologe                 |
| Ruth First         | 1925   | Südafrika, Johannesburg | 1982 | Mosambik                          | Sozialwissenschaftlerin |
| Meyer Fortes       | 1906   | Südafrika, Britstown    | 1983 | Vereinigtes Königreich            | Anthropologe            |
| Max Gluckman       | 1911   | Südafrika, Johannesburg | 1975 | Vereinigtes Königreich            | Ethnosoziologe          |
| Aaron Klug         | 1926   | Litauen                 | 2018 | Vereinigtes Königreich, Cambridge | Biochemiker             |
| Ludwig Lachmann    | 1906   | Deutschland             | 1990 | Südafrika, Johannesburg           | Ökonom                  |
| Arnold A. Lazarus  | 1932   | Südafrika, Johannesburg | 2013 | USA                               | Psychologe              |
| Stanley Mandelstam | 1928   | Südafrika, Johannesburg | 2016 | USA                               | Physiker                |
| Seymour Papert     | 1928   | Südafrika, Pretoria     | 2016 | USA                               | Mathematiker            |
| Peter Sarnak       | 1953   | Südafrika, Johannesburg |      |                                   | Mathematiker            |
| Isaac Schapera     | 1905   | Südafrika, Garies       | 2003 | Vereinigtes Königreich            | Anthropologe            |
| Selmar Schönland   | 1860   | Deutschland             | 1940 | Südafrika, Grahamstown            | Botaniker               |
| Joseph Sherman     | 1944   | Südafrika, Johannesburg | 2009 | Vereinigtes Königreich            | Jiddist                 |
| Phillip Tobias     | 1925   | Südafrika, Durban       | 2012 | Südafrika, Johannesburg           | Paläanthropologe        |
| Joseph Wolpe       | 1915   | Südafrika, Johannesburg | 1997 | USA                               | Psychiater              |
| Lewis Wolpert      | 1929   | Südafrika               | 2021 |                                   | Biologe                 |
| Solly Zuckerman    | 1904   | Südafrika, Kapstadt     | 1993 | Vereinigtes Königreich            | Zoologe                 |

## Synagogen
In Südafrika befinden/befanden sich folgende Synagogen:
- Johannesburg

1. Kimberley Road Shul[22]
2. Poswohl Synagogue
3. President Street Synagogue
4. Park Synagogue
5. Wolmarans Synagogue

- Kapstadt

1. Tikvath Israel Synagogue
2. Arthur’s Road Orthodox Hebrew Congregation
3. Garden Shul (älteste Synagoge Südafrikas, 1841)[23]
4. Great Synagogue
5. Green and Sea Point Hebrew Congregation
6. Chabad Synagogue
7. Sephardic Hebrew Congregation

- Port Elizabeth

1. Glendinningvale Synagogue
2. Raleigh Street Synagogue - aufgegeben, beheimatet seit 1986 das Jewish Pioneer’s Memorial Museum.

- Pretoria

1. Paul Kruger Street Synagogue (eingeweiht 1898, älteste in Pretoria, 1952 umgewandelt in Gerichtsgebäude)

## Weiterführende Literatur
Lisa Greenstein (Hrsg.): Jewish life in the South African country communities. South African Friends of Beth Hatefutsoth, Johannesburg 2002 (3 Bände)